# Коченко Максим Ігорович
Макси́м І́горович Коче́нко ( нар. 1986) — підполковник Національної поліції, командир штурмового полку «Сафарі».

## Біографія
Народився 6 травня 1986 року в місті Малин, Житомирська область.
За національністю українець.
Проживає у місті Київ.
У 2010 році закінчив Академію управління Міністерства внутрішніх справ за спеціальністю «Правознавство». Магістр.
У 2023 році закінчив Сумський державний університет за спеціальністю «Менеджмент». Магістр.
В органах Міністерства внутрішніх справ з 2005 року.
Одружений. Разом з дружиною Аліною виховують двох доньок — Єву і Владу.
Захоплюється спортом.

### Освіта
З 2005 по 2009 навчався в Одеському державному університеті внутрішніх справ України за спеціальністю «Правоохоронна діяльність» (бакалавр, спеціаліст).
З 2009 по 2010 навчався в Академії управління Міністерства внутрішніх справ України. Магістр з правознавства.
З 2022 року по 2023 рік навчався в Сумському державному університеті. Магістр з менеджменту. 
За час навчань неодноразово брав участь у всеукраїнських і міжнародних конференціях, співавтор багатьох наукових статей у питаннях кримінально-процесуального права, психології та проведення спеціальних розшукових операцій в умовах військових дій.

### Робота в органах
З 2009 по 2015 старший оперуповноважений Житомирського МВ (Богунського РВ), відділ розкриття злочинів майнового характеру (грабежі, розбої), відділ розкриття тяжких злочинів (вбивств, тяжких тілесних ушкоджень, зґвалтувань)
У 2015 році вступив до лав добровольчого підрозділу «Золоті ворота» ГУНП м. Києва, в складі якого брав участь у бойових діях у Луганській та Донецькій областях.
З 2016 року перейшов до центрального апарату Національної поліції України, де здійснював координацію добровольчих підрозділів України та неодноразово перебував в штабі АТО та ООС як представник від Національної поліції України, де брав участь у плануванні спільних бойових завдань з підрозділами ЗСУ, ГУР, СБУ, НГУ, ДПСУ.
З 2018 року, працюючи в центральному апараті НПУ, здійснював роботу, пов'язану з виявленням та документуванням незаконних військових формувань ЛНР та ДНР, а також встановлення пособників «руського міра».

### Участь у бойових діях
З 2015 року у складі добровольчого підрозділу «Золоті ворота» Луганська та Донецька область;
З перших днів повномасштабного вторгнення російської федерації активно брав участь у бойових діях поблизу міста Києва та в містах Київської області (у взаємодії з 130 та 131 ТрО м. Києва).
У травні 2022 року відряджений до зведеного загону НПУ «Сафарі», де в складі загону брав участь у бойових діях у Сумській, Запорізькій та Донецькій областях.

## Нагороди
Відзначений нагородою Міністерства оборони України медаллю «За сприяння Збройним Силам України». Наказ Міністра оборони України № 326 від 13.05.2017 року.
Нагороджений нагрудним знаком «За заслуги перед Збройними Силами України». Наказ № 355 від 3.07.2018 року.
Нагороджений медаллю «Операція об'єднаних сил. За звитягу та вірність». Наказ Командувача об'єднаних сил генерал-лейтенанта С. І. Наєва від 9.07.2018 року.
Нагороджений нагрудним знаком «Знак пошани» Міністерства оборони України. Наказ Міністра оборони України № 564 від 4.09.2018 року.
Нагороджений відзнакою Міністерства внутрішніх справ України  "Вогнепальна зброя". Наказ №1599 о/с від 24.11.2023 року.
Відзначений Почесним нагрудним знаком «Сталевий хрест» Головнокомандувача Збройних Сил України. Наказ №40 від 08.01.2024 року.  

## Заступники
Заступниками начальника управління — командира полку «Сафарі» є Роман Лелик та Станіслав Коломієць.